# Anna Seidel
Anna Seidel (Dresda, 31 marzo 1998) è una pattinatrice di short track tedesca.

## Biografia
E' allenata dal commissario tecnico Daniel Zetzche.
Ha rappresentato la Germania ai Giochi olimpici di Soči 2014 e Pyeongchang 2018.
Ai campionati europei di short track di Dresda 2018 ha vinto la medaglia di bronzo nei 1.000 metri, chiudendo alle spalle dell'italiana Arianna Fontana e dell'olandese Suzanne Schulting.

## Palmarès
- Europei

Sochi 2016: bronzo nei 1500 m.
Dresda 2018: bronzo nei 1000 m.
Debrecen 2020: bronzo nei 1500 m.
Gdaṅsk 2021: argento nella classifica generale e nei 1500 m, bronzo nei 1000 m.
Gdaṅsk 2023: bronzo nei 1500 m.